# Ro-3
Ro-3 (呂号第三潜水艦) — підводний човен Імперського флоту Японії. До введення в Японії в першій половині 1920-х років нової системи найменування підводних човнів мав назву «Підводний човен № 31» (第三十一潜水艦).
У другій половині 1910-х компанія Kawasaki придбала в італійської Fiat-Laurenti проєкт підводного човна, за яким спорудила 2 кораблі, відомі як тип F1. Їхня конструкція виявилась невдалою, зокрема через слабкий корпус максимальну глибину занурення обмежили 20 метрами при проєктному показникові в 50 метрів. Японські інженери створили удосконалений проєкт — тип F2, який мав підсилений корпус та максимальну глибину у 30,5 метра. Втім, конструкція все одно не відповідала вимогам ВМФ, зокрема, італійські дизельні двигуни забезпечували фактичну надводну швидкість лише в 14 вузлів замість очікуваних 17 вузлів. Як наслідок, на основі F2 не створили будь-яких інших типів підводних човнів.
Одним з представників типу F2 став «Підводний човен № 31», який завершили будівництвом у липні 1922 року та класифікували як належний до 2-го класу. Корабель включили до складу 23-ї дивізії підводних човнів, що належала до військово-морського округу Сасебо (за виключенням піврічного перебування у 1925-му у складі Першого флоту).
1 листопада 1924-го «Підводний човен № 31»  перейменували на Ro-3.
1 квітня 1932-го Ro-3 виключили зі списків ВМФ.